# Цоу Јен
Цоу Јен (кин: 鄒衍/邹衍; 305. п. н. е. — 240. п. н. е.) је био кинески филозоф и истакнути представник филозофске школе Јин-Јанг (или природњачке школе), у периоду постојања „Сто школа мишљења“ у кинеској филозофији.
Биографске информације које имамо о Цоу Јену  потичу из Sima Qian's Shiji или Записа великог историчара . Шиџи каже да је Цоу Јан дошао из државе Ки. Његов писани рад је био значајан и обухватао је све, од географије и природне историје до историје и филозофије. Његов приступ знању био је инференцијалан: и у потрази за знањем, наводио је, прво треба „испитати мале објекте” и из тога „извући закључке о великим”.
Његова учење су систематизована у поставци која спаја две филозофске теорије које су постојале у Периоду зараћених држава: јин-јанг и Пет основних елемената или процеса (дрво, ватра, земља, метал и вода), у људским животу и животу државе.
Према Цоу Јеновом систему (теорији), постоји стална, али спонтана промена ових пет космичких елемената који у цикличном процесу, дејствујући један на другог, управљају космичким принципима јин (земља, женско, пасивно, упијање) и јанг (небо, мушко, активно, продорно), узрокујући све природне појаве, годишња доба, па чак утичу на успон и пад различитих династија.

## Дело
Цоу Јен се сматра оснивачем природне науке у Кини. Његове теорије су усвојили Фанг Ших, лутајући аскети и исцелитељи који су тражили неговање унутрашњег бића и експериментисали са алхемијом у потрази за бесмртношћу, а чија је филозофија и праксе утицала на развој таоизма.
Цоу Јенова теорија узајамног генерисања и уништавања „пет елемената“ укључена је у медицинску доктрину традиционалне кинеске медицине.
Сви Цоу Јенови списи су током историје изгубљени те се о њима сазнаје искључиво преко цитата у другим раним кинеским текстовима. Најважнији извор података о Цоу Јену је кратка биографија у  Записима Великог историчара Сима Ћена из 1. века п. н. е. У њој се Цоу Јен описује као полимата (филозофа, историчара, политичара, природњака, географа и астролога) који је био родом из обалске државе Ки (данашњи Шандонг), где је био члан државне Јикија академије (кин: 稷下).
Цоу Јен се често доводи у везу са таоизмом и пореклом кинеске алхемије, и то захваљујући Књизи Хана која за њега користи израз фангсхи (кин: 方士 — дословно „мајстор технике“ такође и алхемичар, чаробњак, истеривач демона, „призиватељ богова“).
| Елементи  | 木   | 金        | 火    | 水   | 土    |  |
| Елементи  | Дрво | Метал     | Ватра | Вода | Земља |  |
| Династије | 夏   | 殷        | 周    | 秦   | 汉    |  |
| Династије | Xia  | Yin-Shang | Zhou  | Qin  | Han   |  |

Користећи идеје Јин-Јанг-а и Вукинг-а, Цоу Јен је тврдио да су они у основи свих процеса у свету, од најмањих до највећих, као јединствен модел промене. и да се вај модел подједнако примењује на циклусе промена у природном свету, тако и на оне у домену политике, културе и људске мисли.